# 柳沢泰孝
柳沢 泰孝（やなぎさわ やすたか）は、越後三日市藩の7代藩主。6代藩主・柳沢里顕の長男。母は堀直庸の娘。正室は松浦皓の娘。弾正少弼。幼名、久米次郎。

## 経歴
天保14年（1843年）2月16日、里顕の死により家督を相続する。弘化4年（1847年）4月1日、将軍徳川家慶に拝謁する。同年12月16日、従五位下・弾正少弼に叙任する。嘉永5年（1852年）9月2日、日光祭礼奉行を命じられる。安政3年（1856年）に若くして死去した。跡を長男の徳忠が継いだ。

## 系譜
父母
- 柳沢里顕（父）
- 堀直庸の娘（母）

正室
- 行子 - 松浦皓の娘

子女
- 柳沢徳忠（長男） 生母は行子
- 柳沢信恒